# Kuala Lumpur
Kuala Lumpur er Malaysias hovedstad, og den største by i landet. Byen omtales af landets indbyggere næsten altid som KL.

## Transport
Kuala Lumpurs lufthavn ligger omkring 50 km fra centrum.
| Vejr for Kuala Lumpur, Malaysia   | Vejr for Kuala Lumpur, Malaysia | Vejr for Kuala Lumpur, Malaysia | Vejr for Kuala Lumpur, Malaysia | Vejr for Kuala Lumpur, Malaysia | Vejr for Kuala Lumpur, Malaysia | Vejr for Kuala Lumpur, Malaysia | Vejr for Kuala Lumpur, Malaysia | Vejr for Kuala Lumpur, Malaysia | Vejr for Kuala Lumpur, Malaysia | Vejr for Kuala Lumpur, Malaysia | Vejr for Kuala Lumpur, Malaysia | Vejr for Kuala Lumpur, Malaysia | Vejr for Kuala Lumpur, Malaysia |
|                                   | Jan                             | Feb                             | Mar                             | Apr                             | Maj                             | Jun                             | Jul                             | Aug                             | Sep                             | Okt                             | Nov                             | Dec                             | År                              |
| --------------------------------- | ------------------------------- | ------------------------------- | ------------------------------- | ------------------------------- | ------------------------------- | ------------------------------- | ------------------------------- | ------------------------------- | ------------------------------- | ------------------------------- | ------------------------------- | ------------------------------- | ------------------------------- |
| Gennemsnitlig maks °C             | 32                              | 32,8                            | 33,1                            | 33,1                            | 33                              | 32,8                            | 32,8                            | 32,3                            | 32,1                            | 32                              | 31,7                            | 31,5                            | 32,4                            |
| Gennemsnitlig °C                  | 27,7                            | 28,2                            | 28,6                            | 28,7                            | 28,8                            | 28,6                            | 28,1                            | 28,1                            | 28                              | 28                              | 27,8                            | 27,6                            | 28,2                            |
| Gennemsnitlig min °C              | 23,3                            | 23,6                            | 24                              | 24,3                            | 24,6                            | 24,3                            | 23,8                            | 23,9                            | 23,8                            | 24                              | 23,8                            | 23,6                            | 23,9                            |
| Gennemsnitlig nedbør mm           | 193                             | 198                             | 257                             | 290                             | 197                             | 131                             | 148                             | 162                             | 214                             | 265                             | 321                             | 252                             | 2,628                           |
| Kilde: Pogodaiklimat.ru (russisk) |                                 |                                 |                                 |                                 |                                 |                                 |                                 |                                 |                                 |                                 |                                 |                                 |                                 |